# Frankrikes Grand Prix 1959
Frankrikes Grand Prix 1959 var det fjärde av nio lopp ingående i formel 1-VM 1959.  

## Resultat
1. Tony Brooks, Ferrari, 8 poäng
2. Phil Hill, Ferrari, 6
3. Jack Brabham, Cooper-Climax, 4
4. Olivier Gendebien, Ferrari, 3
5. Bruce McLaren, Cooper-Climax, 2
6. Ron Flockhart, BRM
7. Harry Schell, BRM
8. Giorgio Scarlatti, Scuderia Ugolini (Maserati)
9. Carel Godin de Beaufort, Scuderia Ugolini (Maserati)
10. Fritz d'Orey, Scuderia Centro Sud (Maserati)
11. Maurice Trintignant, R R C Walker (Cooper-Climax)

### Förare som bröt loppet
- Jean Behra, Ferrari (varv 31, motor)
- Roy Salvadori, High Efficiency Motors (Cooper-Maserati) (20, motor)
- Dan Gurney, Ferrari (19, kylare)
- Innes Ireland, Lotus-Climax (14, hjul)
- Ian Burgess, Scuderia Centro Sud (Cooper-Maserati) (13, motor)
- Masten Gregory, Cooper-Climax (8, kroppsligt[1])
- Graham Hill, Lotus-Climax (7, kylare)
- Colin Davis, Scuderia Centro Sud (Cooper-Maserati) (7, oljeläcka)
- Joakim Bonnier, BRM (6, motor)

### Förare som diskvalificerades
- Stirling Moss, BRP (BRM) (varv 42, knuffades igång efter snurrning)

### Förare som ej startade
- Asdrúbal Bayardo, Scuderia Centro Sud (Maserati)